# 王达 (成汉)
王达（?—?），五胡十六国时成汉大臣。

## 生平
成汉开国皇帝李雄任命王达为司徒，李雄的任皇后无子，妃妾所生的儿子有十多人。324年，李雄册立已故兄长李荡的儿子李班为太子，让任皇后作养母。王达率领群臣请求在妾妃所生的子嗣中选立太子，李雄说兄长在帝业即将成功时，英年早逝，李班仁孝好学，定会继承祖业。王达和太傅李骧劝谏说：“先王立嗣必子者，所以明定分而防篡夺也。宋宣公、吴馀祭，就足以今人知晓。”李雄不听。李骧退下后流着眼泪说：“祸乱由此发端了。”李班为人谦恭下士，行动遵循礼法，李雄死后，李班即位。李雄的长子李期杀李班自立，后来李骧的儿子李寿又废黜李期自立为帝。